# Egon Krenz
Egon Krenz (født 19. marts 1937) er en tidligere politiker fra DDR's socialistparti. Han var kortvarigt (fra 18. oktober til 6. december 1989) leder af DDR, lige inden det ophørte med at eksistere som kommunistisk land. Han efterfulgte i sin tid Erich Honecker.
Han var længe leder af DDRs kommunistiske ungdomsorganisation FDJ og også af børneorganisationen Junge Pioniere (1971 – 1974).
Efter genforeningen blev han stillet for retten for forbrydelser begået under den kolde krig, specielt drabene på personer, som forsøgte at flygte over muren i Berlin og for at have været ansvarlig for DDR-regimets manipulerede "valg" og andre kriminelle aktiviteter. Efter langvarige retssager blev han i 1997 idømt 6½ års fængsel. Da han ankede dommen, blev han imidlertid løsladt fra varetægt, mens ankesagen blev behandlet. I 1999 bekræftede tysk højesteret dommen. Krenz betegnede det som «kold krig i retssalen». 11. januar 2000 afviste forfatningsdomstolen en klage fra Krenz, og 13. januar påbegyndte han afsoningen i Berlin-Hakenfelde. Han blev løsladt før tid efter tre års afsoning julen 2003 efter at være blevet underkastet en psykiatrisk undersøgelse, som slog fast, at det var forsvarligt at løslade ham. Efter løsladelsen trak han sig tilbage til Dierhagen i Mecklenburg.